# John Lasseter
John Alan Lasseter (Los Angeles, 12 gennaio 1957) è un animatore, regista, sceneggiatore e produttore cinematografico statunitense.
Dal 2019 è direttore dell'animazione di Skydance Animation. In precedenza, ha ricoperto il ruolo di direttore creativo dei Pixar Animation Studios, dei Walt Disney Animation Studios e dei Disneytoon Studios, nonché di Principal Creative Advisor di Walt Disney Imagineering.
Lasseter ha iniziato la sua carriera come animatore presso la Walt Disney Company. Dopo essere stato licenziato dalla Disney per aver promosso l'animazione computerizzata, è entrato a far parte della Lucasfilm, dove ha lavorato sull'uso allora rivoluzionario dell'animazione CGI. Il gruppo grafico della divisione computer della Lucasfilm fu venduto a Steve Jobs e divenne Pixar nel 1986. Lasseter ha supervisionato tutti i film e i progetti associati della Pixar. Ha diretto personalmente Toy Story (1995), A Bug's Life (1998), Toy Story 2 (1999), Cars (2006) e Cars 2 (2011) e ha prodotto a livello esecutivo tutti gli altri film Pixar fino al 2018. Dal 2006 al 2018, Lasseter ha anche supervisionato tutti i film e i progetti associati dei Walt Disney Animation Studios (e della sua divisione Disneytoon Studios) in qualità di produttore esecutivo.
Le sue opere hanno incassato più di 19 miliardi di dollari, rendendolo uno dei registi di maggior successo finanziario di tutti i tempi. Degli otto film d'animazione che hanno superato il miliardo di dollari, cinque sono stati prodotti da Lasseter: Toy Story 3 (2010) - il primo film d'animazione a superare il miliardo di dollari -, Frozen (2013) - il terzo film d'animazione di maggior incasso di tutti i tempi -, Zootopia (2016), Alla ricerca di Dory (2016) e Gli Incredibili 2 (2018). Frozen ha anche detenuto il titolo di film d'animazione di maggior incasso di tutti i tempi fino al 2019, ed è stato il quinto film di maggior incasso di tutti i tempi alla fine della sua corsa nelle sale. Ha vinto due premi Oscar, per il miglior cortometraggio d'animazione (per Tin Toy) e un premio speciale (per Toy Story).
Nel novembre 2017, Lasseter si è preso un anno sabbatico di sei mesi dalla Pixar e dalla Disney Animation dopo aver riconosciuto quelli che ha definito "passi falsi" nel suo comportamento con i dipendenti. Secondo varie testate giornalistiche, Lasseter aveva una storia di presunta ma mai provata cattiva condotta sessuale nei confronti dei dipendenti. Nel giugno 2018, la Disney ha annunciato che avrebbe lasciato l'azienda alla fine dell'anno, alla scadenza del suo contratto; fino a quel momento ha assunto un ruolo di consulenza. Dopo la sua partenza da Disney e Pixar, Lasseter è stato assunto dal fondatore di Skydance David Ellison per dirigere la divisione di animazione Skydance Animation.

## Biografia

### Gli inizi
John Alan Lasseter è nato il 12 gennaio 1957 a Hollywood, in California. Sua madre, Jewell Mae (nata Risley; 1918-2005), era un'insegnante di arte alla Bell Gardens High School, mentre suo padre, Paul Eual Lasseter (1924-2011), era un responsabile dei ricambi in una concessionaria Chevrolet.
Lasseter è un gemello fraterno; sua sorella Johanna Lasseter-Curtis, che è diventata panettiera nella zona di Lake Tahoe, è più grande di sei minuti.
Lasseter è cresciuto a Whittier, in California. La professione della madre ha contribuito alla sua crescente preoccupazione per l'animazione. Spesso disegnava cartoni animati durante le funzioni religiose della chiesa Church of Christ che la sua famiglia frequentava. Da bambino, Lasseter correva a casa da scuola per guardare i cartoni animati di Chuck Jones in televisione. Durante le scuole superiori, ha letto L'arte dell'animazione di Bob Thomas. Il libro trattava la storia dell'animazione Disney ed esplorava la realizzazione del film Disney del 1959 La bella addormentata nel bosco, che fece capire a Lasseter di volersi occupare di animazione in prima persona. Quando vide il film Disney del 1963 La spada nella roccia, prese finalmente la decisione di diventare un animatore. Lesse quindi il libro di Preston Blair sull'animazione e realizzò dei flipbook basati sui cicli di camminata di Blair. Uno dei suoi amici aveva una cinepresa Super 8 che riprendeva singoli fotogrammi, utilizzata per girare alcuni dei suoi primi lavori di animazione.
Lasseter sente parlare di un nuovo programma di animazione dei personaggi presso il California Institute of the Arts (spesso abbreviato in "CalArts") e decide di seguire il suo sogno di diventare animatore. Sua madre lo incoraggiò ulteriormente a intraprendere una carriera nell'animazione e nel 1975 si iscrisse come secondo studente (Jerry Rees era stato il primo) al programma di animazione dei personaggi del CalArts, creato dagli animatori Disney Jack Hannah e T. Hee. Lasseter è stato istruito da tre membri del team di animatori veterani della Disney, Eric Larson, Frank Thomas e Ollie Johnston, e tra i suoi compagni di corso c'erano futuri animatori e registi come Brad Bird, John Musker, Henry Selick, Tim Burton e Chris Buck. Durante questo periodo, ha prodotto due cortometraggi d'animazione, "La signora e la lampada" (1979) e "Nitemare" (1980), che hanno vinto il premio Oscar per l'animazione.
Mentre era al CalArts, Lasseter ha iniziato a lavorare per la Walt Disney Company a Disneyland ad Anaheim durante le pause estive e ha ottenuto un lavoro come skipper della Jungle Cruise, dove ha imparato le basi della commedia e dei tempi comici per intrattenere il pubblico prigioniero sulla giostra.

### Primi anni alla Disney
Dopo essersi laureato nel 1979, Lasseter ottenne immediatamente un lavoro come animatore presso la Walt Disney Productions, soprattutto grazie al successo ottenuto con il suo progetto studentesco, Lady and the Lamp. Alla fine degli anni '70, lo studio aveva esaminato circa 10.000 portfolio in cerca di talenti, selezionando poi solo circa 150 candidati come apprendisti, di cui solo circa 45 furono mantenuti in modo permanente. Nell'autunno del 1979, l'animatore Disney Mel Shaw dichiarò al Los Angeles Times che "John ha una sensibilità istintiva per il carattere e il movimento e mostra tutte le indicazioni per sbocciare qui nei nostri studi... Col tempo, darà un ottimo contributo". Nello stesso periodo, Lasseter ha lavorato a una sequenza intitolata "L'imperatore e l'usignolo" (basata su L'usignolo di Hans Christian Andersen) per un progetto Disney chiamato Musicana. Musicana non fu mai realizzato, ma alla fine portò allo sviluppo di Fantasia 2000 (1999).
Tuttavia, Lasseter sentì presto che mancava qualcosa: dopo La carica dei cento e uno (1961), che secondo lui era stato il film in cui la Disney aveva raggiunto il suo apice, sentiva che lo studio aveva perso slancio e si ripeteva spesso. Tra il 1980 e il 1981, si imbatte casualmente in alcune videocassette di una delle nuove conferenze sulla computer-grafica, che mostravano alcuni degli albori dell'animazione computerizzata, soprattutto sfere fluttuanti e simili, che egli vive come una rivelazione. Ma fu solo poco dopo, quando fu invitato dai suoi amici Jerry Rees e Bill Kroyer, mentre lavorava a Canto di Natale di Topolino (1983), a vedere le prime sequenze di cicli di luce per un film di prossima uscita intitolato Tron (1982), con immagini generate al computer (CGI) all'avanguardia, che si rese conto dell'enorme potenziale di questa nuova tecnologia nell'animazione. Fino a quel momento, lo studio aveva utilizzato una telecamera multiplanare per aggiungere profondità alle sue animazioni. Lasseter si rese conto che i computer potevano essere utilizzati per realizzare film con sfondi tridimensionali in cui i personaggi animati tradizionalmente potevano interagire per aggiungere un nuovo livello di profondità visiva che non era mai stato possibile prima. Sapeva che l'aggiunta di dimensioni all'animazione era un sogno di lunga data degli animatori, che risaliva a Walt Disney.
In seguito, lui e Glen Keane parlarono di quanto sarebbe stato bello realizzare un film d'animazione con lo sfondo animato al computer e mostrarono a Keane il libro The Brave Little Toaster di Thomas Disch, che secondo lui sarebbe stato un buon candidato per il film. Keane accettò, ma prima decisero di fare un breve film di prova per vedere come funzionava e scelsero Where the Wild Things Are, una decisione basata sul fatto che la Disney aveva preso in considerazione la produzione di un film basato sulle opere di Maurice Sendak. Soddisfatti del risultato, Lasseter, Keane e l'esecutivo Thomas L. Wilhite proseguirono con il progetto, soprattutto Lasseter che vi si dedicò, mentre Keane proseguì con Il grande detective dei topi (1986).
Lasseter e i suoi colleghi hanno inconsapevolmente pestato i piedi ad alcuni dei loro diretti superiori, aggirandoli nel loro entusiasmo di avviare il progetto Where the Wild Things Are. Il progetto è stato cancellato mentre veniva presentato a due dei supervisori di Lasseter, l'amministratore dell'animazione Ed Hansen e il capo degli studi Disney, Ron W. Miller, a causa della mancanza di benefici in termini di costi per il mix di animazione tradizionale e computerizzata. Pochi minuti dopo la riunione, Lasseter fu convocato da Hansen nel suo ufficio. Come ricorda Lasseter, Hansen gli disse: "Bene, John, il tuo progetto è stato completato, quindi il tuo impiego presso i Disney Studios è terminato. Wilhite, che faceva parte del gruppo live-action della Disney e quindi non aveva obblighi nei confronti dello studio di animazione, riuscì a far rimanere Lasseter temporaneamente fino al completamento del progetto di prova Wild Things nel gennaio 1984, ma con l'intesa che non ci sarebbero stati altri lavori per Lasseter alla Disney Animation: Il piccolo tostapane coraggioso diventerà in seguito un lungometraggio d'animazione in 2D diretto da un amico di Lasseter, Jerry Rees, e co-prodotto da Wilhite (che a quel punto se n'era andato per fondare la Hyperion Pictures); alcuni membri dello staff della Pixar parteciperanno al film insieme a Lasseter.

### Lucasfilm e Pixar
Mentre metteva insieme la troupe per il film previsto, Lasseter aveva stretto alcuni contatti nell'industria informatica, tra cui Alvy Ray Smith e Ed Catmull del Lucasfilm Computer Graphics Group. Dopo essere stato licenziato e sapendo che il suo rapporto di lavoro con la Disney sarebbe terminato a breve, Lasseter visitò una conferenza sulla grafica computerizzata nel novembre 1983 alla Queen Mary di Long Beach, dove incontrò e parlò di nuovo con Catmull. Catmull chiese informazioni su The Brave Little Toaster, che Lasseter spiegò essere stato accantonato. Grazie alla sua esperienza alla Lucasfilm, Catmull pensò che Lasseter fosse semplicemente in pausa tra un progetto e l'altro, dato che tradizionalmente gli studios hollywoodiani licenziano i dipendenti quando non hanno abbastanza produzioni per tenerli occupati. Ancora devastato per essere stato costretto a lasciare l'unica società per cui aveva sempre voluto lavorare, Lasseter non riuscì a trovare la forza di dire a Catmull che era stato licenziato.
Quel giorno Catmull telefonò a Smith e gli disse che Lasseter non lavorava alla Disney. Smith disse a Catmull di mettere giù il telefono e di assumere Lasseter immediatamente. Lasseter accettò immediatamente di lavorare come freelance con Catmull e i suoi colleghi e si unì a loro per una settimana del dicembre 1983 per un progetto che portò al loro primo cortometraggio animato al computer: Le avventure di André & Wally B., destinato a dimostrare che era possibile realizzare l'animazione dei personaggi al computer. Dopo il suo lavoro sul test di Where the Wild Things Are, Lasseter pensava che i personaggi disegnati a mano in un ambiente CGI fossero l'unico modo, ma Catmull insisteva che si poteva fare, solo che nessuno ci aveva mai provato prima. Poiché a Catmull non era permesso assumere animatori, gli fu dato il titolo di "Interface Designer"; "Nessuno sapeva cosa fosse, ma non lo mettevano in discussione nelle riunioni di budget". Nella primavera del 1984, Lasseter trascorse molto tempo alla Lucasfilm nella San Francisco Bay Area, dove lavorò a stretto contatto con Catmull e il suo team di ricercatori informatici. Lasseter ha imparato a utilizzare alcuni dei loro software e, a sua volta, ha insegnato agli informatici come fare cinema, animazione e arte: Il cortometraggio si è rivelato più rivoluzionario di quanto Lasseter avesse immaginato prima di approdare alla Lucasfilm. La sua idea originale era di creare solo gli sfondi al computer, ma nel cortometraggio finale tutto è stato animato al computer, compresi i personaggi.
Dopo la presentazione del cortometraggio in CGI al SIGGRAPH nell'estate del 1984, Lasseter tornò a Los Angeles con la speranza di dirigere The Brave Little Toaster alla Hyperion Pictures. Ben presto viene a sapere che i finanziamenti non sono arrivati e chiama Catmull per comunicargli la cattiva notizia. Catmull richiamò con un'offerta di lavoro e Lasseter entrò a far parte della Lucasfilm come dipendente a tempo pieno nell'ottobre 1984 e si trasferì nella Bay Area. Successivamente, ha lavorato con la Industrial Light & Magic agli effetti speciali di Piramide di paura, dove ha realizzato il primo personaggio animato fotorealistico completamente generato al computer, un cavaliere composto da elementi di una vetrata. Questo effetto è stato il primo personaggio in CGI a essere scansionato e dipinto direttamente sulla pellicola utilizzando un laser. La collaborazione tra Lasseter e Catmull, che dura ormai da più di trent'anni, sfocerà in Toy Story (1995), il primo lungometraggio animato al computer. Inoltre, Lasseter ha creato Tex, il robot mascotte della THX. La sua prima apparizione risale al 1996, in occasione dell'uscita nelle sale di Independence Day. Da allora, Tex è apparso in alcuni trailer THX.
A causa del divorzio finanziariamente paralizzante di George Lucas, quest'ultimo fu costretto a vendere la Lucasfilm Computer Graphics, ormai ribattezzata Pixar Graphics Group, fondata da Smith e Catmull, con Lasseter come uno dei dipendenti fondatori. Nel 1986 è stata scorporata come società separata con Steve Jobs, cofondatore di Apple, come azionista di maggioranza. Nei 10 anni successivi, la Pixar si è trasformata da una società di computer che svolgeva attività di animazione a titolo accessorio in uno studio di animazione. Lasseter ha supervisionato tutti i film e i progetti associati della Pixar in qualità di produttore esecutivo. Oltre a Toy Story, ha diretto personalmente anche A Bug's Life (1998), Toy Story 2 (1999), Cars (2006) e Cars 2 (2011).
Ha vinto due premi Oscar, per il cortometraggio d'animazione (Tin Toy) e un premio speciale (Toy Story). Lasseter è stato candidato in altre quattro occasioni - nella categoria Lungometraggio d'animazione, sia per Monsters, Inc. (2001) che per Cars, nella categoria Sceneggiatura originale per Toy Story e nella categoria Cortometraggio d'animazione per Luxo, Jr. (1986) - mentre il cortometraggio Knick Knack (1989) è stato selezionato da Terry Gilliam come uno dei dieci migliori film d'animazione di tutti i tempi. Nel 2008 è stato insignito del Winsor McCay Award, il premio alla carriera per gli animatori.

### Ritorno alla Disney
Nel gennaio 2006 la Disney ha annunciato l'acquisto della Pixar e Lasseter è stato nominato direttore creativo sia della Pixar che della Walt Disney Feature Animation, quest'ultima ribattezzata Walt Disney Animation Studios. Lasseter è stato anche nominato principale consulente creativo di Walt Disney Imagineering, dove ha contribuito alla progettazione delle attrazioni per i parchi Disney. Ha supervisionato tutti i film e i progetti associati dei Walt Disney Animation Studios in qualità di produttore esecutivo. Ha riferito direttamente al presidente e amministratore delegato della Disney Bob Iger, scavalcando i dirigenti degli studi e dei parchi a tema della Disney. Ha inoltre ricevuto il potere di dare il via libera ai film con il consenso di Roy E. Disney.
Nel dicembre 2006, Lasseter ha annunciato che la Disney Animation avrebbe iniziato a produrre cortometraggi d'animazione - 2D, CGI o una combinazione di entrambi - che sarebbero stati distribuiti nelle sale. Lasseter ha dichiarato di ritenere questo mezzo di comunicazione un modo eccellente per formare e scoprire nuovi talenti all'interno dell'azienda, nonché un terreno di sperimentazione per nuove tecniche e idee.
Nel giugno 2007, Catmull e Lasseter hanno ottenuto il controllo dei Disneytoon Studios, una divisione dei Walt Disney Animation Studios ospitata in una struttura separata a Glendale. In qualità di presidente e direttore creativo, rispettivamente, hanno supervisionato tre studi distinti per la Disney, ognuno con una propria pipeline di produzione: Pixar, Disney Animation e Disneytoon. Mentre Disney Animation e Disneytoon sono situati nell'area di Los Angeles, Pixar si trova a più di 350 miglia (563 chilometri) a nord-ovest, nella Bay Area, dove vivono sia Catmull che Lasseter. Di conseguenza, hanno nominato un direttore generale per ogni studio per gestire gli affari quotidiani e hanno stabilito una routine che prevede di trascorrere almeno due giorni alla settimana (di solito il martedì e il mercoledì) nella California meridionale.
Lasseter è un amico intimo e un ammiratore dell'animatore giapponese Hayao Miyazaki, che incontrò per la prima volta quando la TMS Entertainment inviò una delegazione di animatori allo studio Disney nel 1981 e mostrò uno spezzone del primo film di Miyazaki, Il castello di Cagliostro (1979). Lasseter ne rimase così profondamente colpito che nel 1985 insistette per mostrare quel filmato e altri esempi del lavoro di Miyazaki dopo cena a una donna appena conosciuta (che sarebbe diventata sua moglie). Visitò Miyazaki durante il suo primo viaggio in Giappone nel 1987 e vide i disegni per Il mio vicino Totoro (1988). Dopo che Lasseter è diventato un regista e produttore di successo alla Pixar, ha ricoperto il ruolo di produttore esecutivo di molti film di Miyazaki per l'uscita negli Stati Uniti e ha supervisionato la traduzione e il doppiaggio delle colonne sonore in lingua inglese. Inoltre, lo spirito della foresta Totoro de Il mio vicino Totoro fa la sua comparsa come peluche in Toy Story 3 (2010).
Lasseter è membro dell'Academy of Motion Picture Arts and Sciences e ha fatto parte per nove anni consecutivi del suo consiglio di amministrazione, dal 2005 al 2014, quando ha dovuto rinunciare al suo posto per limiti di mandato. La sua ultima posizione nel consiglio di amministrazione è stata quella di primo vicepresidente.
Nel 2011 Lasseter ha ricevuto una stella sulla Hollywood Walk of Fame di Hollywood, al 6834 di Hollywood Boulevard.

### Accuse di cattiva condotta sessuale e uscita da Disney e Pixar
Nel novembre 2017, Lasseter ha preso un congedo di sei mesi dopo aver riconosciuto le accuse di cattiva condotta sessuale sul posto di lavoro, che ha descritto come "passi falsi" con i dipendenti in una nota al personale. La presunta cattiva condotta sessuale nei confronti di diversi dipendenti per un certo numero di anni ha incluso "prese, baci e commenti sugli attributi fisici". La presunta cattiva condotta sessuale è diventata così nota che, secondo Variety, in vari momenti la Pixar ha avuto "assistenti incaricati di tenere a freno i suoi impulsi".
Nel giugno 2018, la Disney ha annunciato che Lasseter avrebbe lasciato l'azienda alla fine dell'anno, assumendo un ruolo di consulenza fino a quel momento.

### Skydance Animation
Il 9 gennaio 2019, Lasseter è stato assunto a capo di Skydance Animation, che avrebbe prodotto film d'animazione con Paramount Animation e Ilion Animation Studios, prima del licenziamento del primo. In un comunicato, Lasseter ha dichiarato: "Ho trascorso l'ultimo anno lontano dall'industria in profonda riflessione, apprendendo come le mie azioni abbiano involontariamente messo a disagio i colleghi, cosa di cui mi pento profondamente e per cui mi scuso. È stato umiliante, ma credo che mi renderà un leader migliore". Un'indagine condotta prima della sua assunzione ha rilevato che nessuna precedente denuncia di aggressione sessuale, proposta o molestia era stata presentata contro Lasseter, e "[...] non sono emersi accordi segreti da parte della Disney o di Lasseter a nessuna delle parti che chiedevano un accordo". Nel suo ruolo alla Skydance, Lasseter è produttore di tutti i lungometraggi e produttore esecutivo di tutte le serie, insieme all'amministratore delegato della Skydance Media David Ellison.

## Premi
Lasseter ha vinto un premio Oscar per il miglior cortometraggio d'animazione con Tin Toy nel 1989, un Oscar speciale con Toy Story nel 1996 e un Golden Globe per il miglior film d'animazione con Cars - Motori ruggenti.
Lasseter è anche stato candidato in altre quattro occasioni - nella categoria Miglior film d'animazione, per Cars - Motori ruggenti e Monsters & Co., nella categoria Miglior sceneggiatura originale per Toy Story - Il mondo dei giocattoli e in quella di Miglior cortometraggio d'animazione per Luxo Jr..
Il 6 settembre 2009 nel corso della 66ª Mostra internazionale d'arte cinematografica di Venezia è stato consegnato a Lasseter ed ai registi della Disney•Pixar il Leone d'oro alla carriera.

## Vita privata

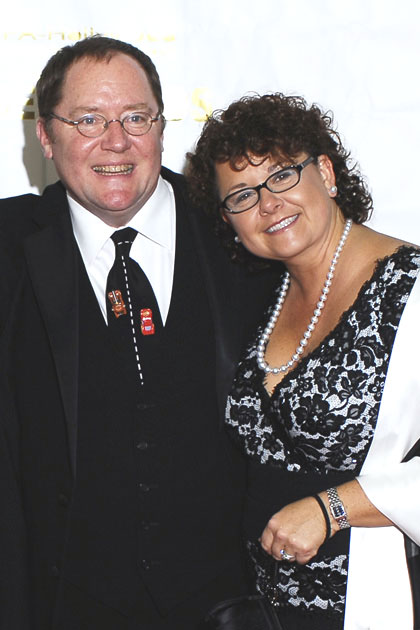
John e Nancy Lasseter agli Annie Awards nel 2006

Lasseter vive a Glen Ellen, in California, con la moglie Nancy, laureata alla Carnegie Mellon University, che ha conosciuto a una conferenza di computer grafica a San Francisco nel 1985. Nancy si è laureata in applicazioni di computer grafica e in precedenza ha lavorato come ingegnere di computer grafica alla Apple Computer. Si sono sposati nel 1988 e hanno quattro figli insieme, oltre al figlio di Nancy nato da una precedente relazione, nato tra il 1979 o 1980 e il 1997.
I Lasseter sono proprietari della Lasseter Family Winery a Glen Ellen, in California. La proprietà comprende una ferrovia a scartamento ridotto chiamata Justi Creek Railway, lunga circa 3,2 km, con una stazione ferroviaria e una torre dell'acqua che Lasseter ha acquistato dall'ex animatore Disney Ward Kimball. La loro residenza ha una piscina con un fiume che attraversa una grotta. Lasseter possiede una collezione di oltre 1.000 camicie hawaiane e ne indossa una al giorno. Lasseter colleziona anche auto d'epoca, come una Jaguar XK120 nera del 1952.
Il 2 maggio 2009, Lasseter ha ricevuto un dottorato onorario dalla Pepperdine University, dove ha tenuto il discorso di laurea.
Tra le sue influenze figurano Walt Disney, Chuck Jones, Frank Capra, Hayao Miyazaki e Preston Sturges. Il film preferito di Lasseter è Dumbo di Walt Disney (1941).

## Filmografia

### Regista

#### Cinema

##### Cortometraggi
- Luxo Junior (Luxo Jr.) (1986)
- Il sogno di Red (Red's Dream) (1987)
- Tin Toy (Tin Toy) (1988)
- Knick Knack (Knick Knack) (1989)
- Carl Attrezzi e la luce fantasma (Mater and the Ghostlight) (2006)

##### Lungometraggi
- Toy Story - Il mondo dei giocattoli (Toy Story) (1995)
- A Bug's Life - Megaminimondo (A Bug's Life), Co-diretto con Andrew Stanton (1998)
- Toy Story 2 - Woody e Buzz alla riscossa (Toy Story 2), Co-diretto con Lee Unkrich e Ash Brannon (1999)
- Cars - Motori ruggenti (Cars), Co-diretto con Joe Ranft (2006)
- Cars 2, Co-diretto con Brad Lewis (2011)

#### Televisione
- Cars Toons (2008-2014)

### Produttore
- Luck, regia di Peggy Holmes (2022)
- Spellbound - L'incantesimo (Spellbound), regia di Vicky Jenson (2024)
- Pookoo, regia di Nathan Greno (2025)
- Ray Gunn, regia di Brad Bird
- Progetto su Jack e la pianta di fagioli senza titolo, regia di Rich Moore

### Produttore esecutivo
- Luxo Jr., regia di John Lasseter (1986)
- Il gioco di Geri (Geri's Game), regia di Jan Pinkava (1997)
- Pennuti spennati (For the Birds), regia di Ralph Eggleston (2000)
- La città incantata  (Spirited Away), regia di Hayao Miyazaki (2001)
- Monsters & Co. (Monsters, Inc.), regia di Pete Docter, David Silverman e Lee Unkrich (2001)
- La nuova macchina di Mike (Mike's New Car), regia di Pete Docter e Roger L. Gould (2002)
- Alla ricerca di Nemo (Finding Nemo), regia di Andrew Stanton e Lee Unkrich (2003)
- L'agnello rimbalzello (Boundin'), regia di Bud Luckey (2003)
- Il castello errante di Howl  (Howl's moving castle), regia di Hayao Miyazaki (2004)
- Gli Incredibili - Una "normale" famiglia di supereroi (The Incredibles), regia di Brad Bird (2004)
- One Man Band, regia di Mark Andrews e Andrew Jimenez (2005)
- Jack-Jack Attack, regia di Brad Bird (2005)
- Stu - Anche un alieno può sbagliare (Lifted), regia di Gary Rydstrom (2006)
- I Robinson - Una famiglia spaziale (Meet the Robinsons), regia di Stephen J. Anderson (2007)
- Ratatouille, regia di Brad Bird e Jan Pinkava (2007)
- Pippo e l'home theater (How to Hook Up Your Home Theater), regia di Kevin Deters e Stewie Wermers (2007)
- Il tuo amico topo (Your Friend the Rat), regia di Jim Capobianco (2007)
- Ponyo sulla scogliera (Ponyo on the Cliff by the Sea), regia di Hayao Miyazaki (2008)
- Presto, regia di Doug Sweetland (2008)
- Trilli (Tinker Bell), regia di Bradley Raymond (2008)
- WALL•E, regia di Andrew Stanton (2008)
- Glago's Guest, regia di Chris Williams (2008)
- Bolt - Un eroe a quattro zampe (Bolt), regia di Chris Williams e Byron Howard (2008)
- BURN•E, regia di Angus MacLane (2008)
- Up, regia di Pete Docter e Bob Peterson (2009)
- La principessa e il ranocchio (The Princess and the Frog), regia di Ron Clements e John Musker (2009)
- Trilli e il tesoro perduto (Tinker Bell and the Lost Treasure), regia di Klay Hall (2009)
- Super Rhino, regia di Nathan Greno (2009)
- Parzialmente nuvoloso (Partly Cloudy), regia di Peter Sohn (2009)
- Lanny e Wayne - Missione Natale (Prep & Landing: Operation Secret Santa), regia di Kevin Deters e Stewie Wermers (2009)
- La missione speciale di Dug (Dug's special mission), regia di Ronnie del Carmen (2009)
- Trilli e il grande salvataggio (Tinker Bell and the Great Fairy Rescue), regia di Bradley Raymond (2010)
- Toy Story 3 - La grande fuga (Toy Story 3), regia di Lee Unkrich (2010)
- Tick Tock Tale, regia di Dean Wellins (2010)
- Rapunzel - L'intreccio della torre (Tangled), regia di Byron Howard e Nathan Greno (2010)
- Quando il giorno incontra la notte (Day & Night), regia di Teddy Newton (2010)
- Lanny & Wayne - Operazione Babbo Natale (Prep & Landing Stocking Stuffer: Operation: Secret Santa) (2010)
- Winnie the Pooh - Nuove avventure nel Bosco dei 100 Acri (Winnie the Pooh), regia di Stephen J. Anderson e Don Hall (2011)
- Vacanze hawaiiane (Hawaiian Vacation), regia di Gary Rydstrom (2011)
- La ballata di Nessie (The Ballad of Nessie), regia di Kevin Deters e Stewie Wermers-Skelton (2011)
- La luna, regia di Enrico Casarosa (2011)
- Disney Fairies: I giochi della Radura Incantata (Pixie Hollow Games), regia di Bradley Raymond (2011)
- Buzz a sorpresa (Small Fry), regia di Angus MacLane (2011)
- Trilli e il segreto delle ali (Secret of the Wings), regia di Bobs Gannaway e Peggy Holmes (2012)
- Ribelle - The Brave (Brave), regia di Brenda Chapman, Mark Andrews e Steve Purcell (2012)
- Rapunzel - Le incredibili nozze (Tangled Ever After), regia di Byron Howard e Nathan Greno (2012)
- Paperman, regia di John Kahrs (2012)
- Non c'è festa senza Rex (PartySaurus-Rex), regia di Mark Walsh (2012)
- La leggenda di Mor'du (The Legend of Mor'du), regia di Brian Larsen (2012)
- Ralph Spaccatutto (Wreck-It Ralph), regia di Rich Moore (2012)
- Monsters University, regia di Dan Scanlon (2013)
- Planes, regia di Klay Hall (2013)
- Tutti in scena! (Take a Horse!), regia di Lauren MacMullan (2013)
- Toy Story of Terror, regia di Angus MacLane (2013)
- L'ombrello blu (The Blue Ubmrella), regia di Saschka Unseld (2013)
- Frozen - Il regno di ghiaccio (Frozen), regia di Chris Buck e Jennifer Lee (2013)
- Trilli e la nave pirata (The Pirate Fairy), regia di Peggy Holmes (2014)
- Planes 2 - Missione antincendio (Planes: Fire & Rescue), regia di Bobs Gannaway (2014)
- Winston (Feast), regia di Patrick Osborne (2014)
- Toy Story: Tutto un altro mondo (Toy Story that Time Forgot), regia di Steve Purcell (2014)
- Centro Feste (Party Central), regia di Kelsey Mann (2014)
- Lava, regia di James Ford Muprhy (2014)
- Big Hero 6, regia di Don Hall e Chris Williams (2014)
- Sanjay's Super Team, regia di Sanjay Patel (2015)
- Frozen Fever, regia di Chris Buck e Jennifer Lee (2015)
- Il primo appuntamento di Riley (Riley's First Date?), regia di Josh Cooley (2015)
- Inside Out, regia di Pete Docter e Ronnie del Carmen (2015)
- Il viaggio di Arlo (The Good Dinosaur), regia di Peter Sohn (2015)
- Zootropolis (Zootopia), regia di Byron Howard e Rich Moore (2016)
- Testa o cuore (Inner Workings), regia di Leo Matsuda (2016)
- Piper, regia di Alan Barillaro (2016)
- Alla ricerca di Dory (Finding Dory), regia di Andrew Stanton e Angus MacLane (2016)
- Oceania (Moana), regia di Ron Clements e John Musker (2016)
- Cars 3, regia di Brian Fee (2017)
- Lou, regia di Dave Mullins (2017)
- Frozen - Le avventure di Olaf (Olaf's Frozen Adventure), regia di Kevin Deters e Stewie Wermers (2017)
- Coco, regia di Lee Unkrich e Adrian Molina (2017)
- A pesca (Gone Fishing), regia di Ron Clements e John Musker (2017)
- Bao, regia di Domee Shi (2018)
- Gli Incredibili 2 (Incredibles 2), regia di Brad Bird (2018)
- Ralph spacca Internet (Ralph Breaks the Internet), regia di Phil Johnston e Rich Moore (2018)
- Toy Story 4, regia di Josh Cooley (2019)
- Blush, regia di Joe Mateo (2021)
- Il granello di sfortuna! (Bad Luck Spot!), regia di Matt Youngberg (2023)
- Flink's Pigeon Problems: A Magical Rescue, regia Brian Pimental e Susan Fitzer (2025)

#### Serie animate
- WondLa - serie animata, 14 episodi (2024-2025)